# Antalya Open 2018
Antalya Open 2018, oficiálním sponzorským názvem Turkish Airlines Antalya Open 2018,  byl tenisový turnaj pořádaný jako součást mužského okruhu ATP World Tour, který se hrál v hotelovém komplexu Kaya Palazzo Resort  na otevřených travnatých dvorcích. Konal se mezi 24. až 30. červnem 2018 v tureckém přímořském městě Antalya jako druhý ročník turnaje.
Turnaj s rozpočtem 486 145 eur patřil do kategorie ATP World Tour 250 byl hrán jako příprava před Wimbledon. Nejvýše nasazeným hráčem ve dvouhře se stal dvacátý šestý tenista světa Adrian Mannarino z Francie. Jako poslední přímý účastník hlavní singlové soutěže nastoupil rumunský 95. hráč žebříčku Marius Copil.
Vítězem dvouhry se stal 26letý bosenský hráč Damir Džumhur, jenž na okruhu ATP Tour získal třetí singlový titul a první z trávy. Premiérový společný titul ze čtyřhry si odvezl brazilsko-mexický pár Marcelo Demoliner a Santiago González.

## Rozdělení bodů a finančních odměn

### Rozdělení bodů
| Soutěž  | vítězové | finalisté | semifinalisté | čtvrtfinalisté | 16 v kole | 32 v kole | Q  | Q2 | Q1 |
| ------- | -------- | --------- | ------------- | -------------- | --------- | --------- | -- | -- | -- |
| dvouhra | 250      | 150       | 90            | 45             | 20        | 0         | 12 | 6  | 0  |
| čtyřhra | 250      | 150       | 90            | 45             | 0         | —         | —  | —  | —  |

### Finanční odměny
| Soutěž                              | vítězové | finalisté | semifinalisté | čtvrtfinalisté | 16 v kole | 32 v kole | Q2     | Q1   |
| ----------------------------------- | -------- | --------- | ------------- | -------------- | --------- | --------- | ------ | ---- |
| dvouhra                             | €76 020  | €40 040   | €21 690       | €12 355        | €7 280    | €4 320    | €1 940 | €970 |
| čtyřhra                             | €23 090  | €12 140   | €6 580        | €3 760         | €2 200    | —         | —      | —    |
| částka ve čtyřhře je uvedena na pár |          |           |               |                |           |           |        |      |

## Mužská dvouhra

### Nasazení
| Stát                           | Hráč              | ATP | Nasazení |
| ------------------------------ | ----------------- | --- | -------- |
| Francie                        | Adrian Mannarino  | 26. | 1.       |
| Bosna a Hercegovina            | Damir Džumhur     | 29. | 2.       |
| Španělsko                      | Fernando Verdasco | 33. | 3.       |
| Francie                        | Gaël Monfils      | 42. | 4.       |
| Nizozemsko                     | Robin Haase       | 43. | 5.       |
| Portugalsko                    | João Sousa        | 47. | 6.       |
| Japonsko                       | Júiči Sugita      | 52. | 7.       |
| Srbsko                         | Dušan Lajović     | 56. | 8.       |
| Žebříček ATP k 18. červnu 2018 |                   |     |          |

### Jiné formy účasti
Následující hráči obdrželi divokou kartu do hlavní soutěže:
- Cem İlkel
- Gaël Monfils
- Fernando Verdasco

Následující hráči postoupili z kvalifikace:
- Taró Daniel
- Filip Horanský
- Blaž Kavčič
- Michail Južnyj

### Odhlášení
před zahájením turnaje
- Pablo Cuevas → nahradil jej  Jordan Thompson
- Lu Jan-sun → nahradil jej  Mirza Bašić
- Maximilian Marterer → nahradil jej  Marcos Baghdatis
- Vasek Pospisil → nahradil jej  Ričardas Berankis

## Mužská čtyřhra

### Nasazení
| Stát                                                                                     | Hráč           | Stát       | Hráč                    | ATP  | Nasazení |
| ---------------------------------------------------------------------------------------- | -------------- | ---------- | ----------------------- | ---- | -------- |
| Pákistán                                                                                 | Ajsám Kúreší   | Nizozemsko | Jean-Julien Rojer       | 43.  | 1.       |
| Bělorusko                                                                                | Max Mirnyj     | Rakousko   | Philipp Oswald          | 81.  | 2.       |
| Nizozemsko                                                                               | Sander Arends  | Nizozemsko | Matwé Middelkoop        | 99.  | 3.       |
| Argentina                                                                                | Andrés Molteni | Chile      | Hans Podlipnik-Castillo | 111. | 4.       |
| Žebříček ATP k 18. červnu 2018; číslo je součtem žebříčkového postavení obou členů páru. |                |            |                         |      |          |

### Jiné formy účasti
Následující páry obdržely divokou kartu do hlavní soutěže:
- Tuna Altuna /  Konstantin Kravčuk
- Koray Kırcı /  Ergi Kırkın

## Přehled finále

### Mužská dvouhra
- Damir Džumhur vs.  Adrian Mannarino, 6–1, 1–6, 6–1

### Mužská čtyřhra
- Marcelo Demoliner /  Santiago González vs.  Sander Arends /  Matwé Middelkoop, 7–5, 6–7(6–8), [10–8]